# Bez

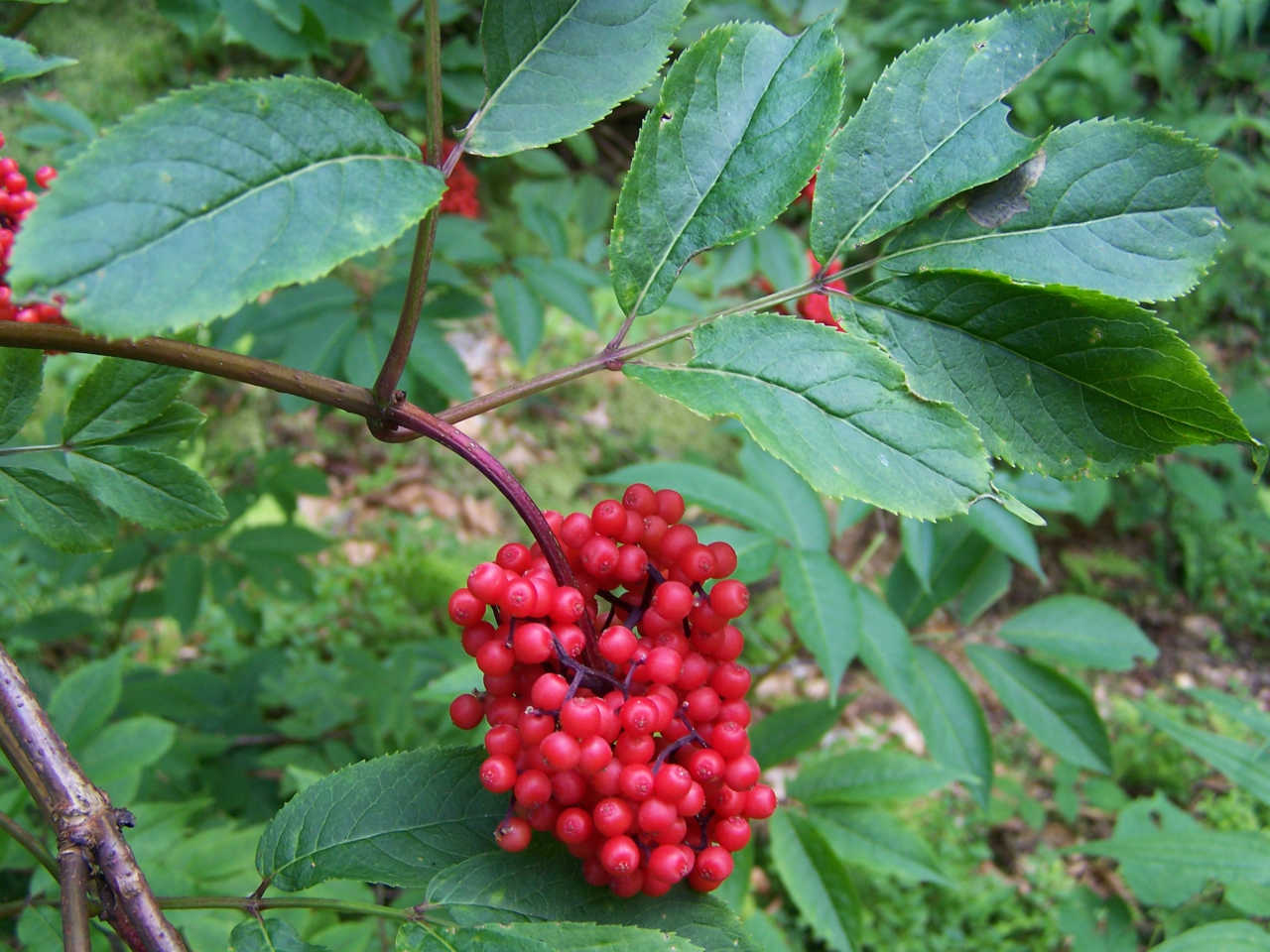
Owoce bzu koralowego

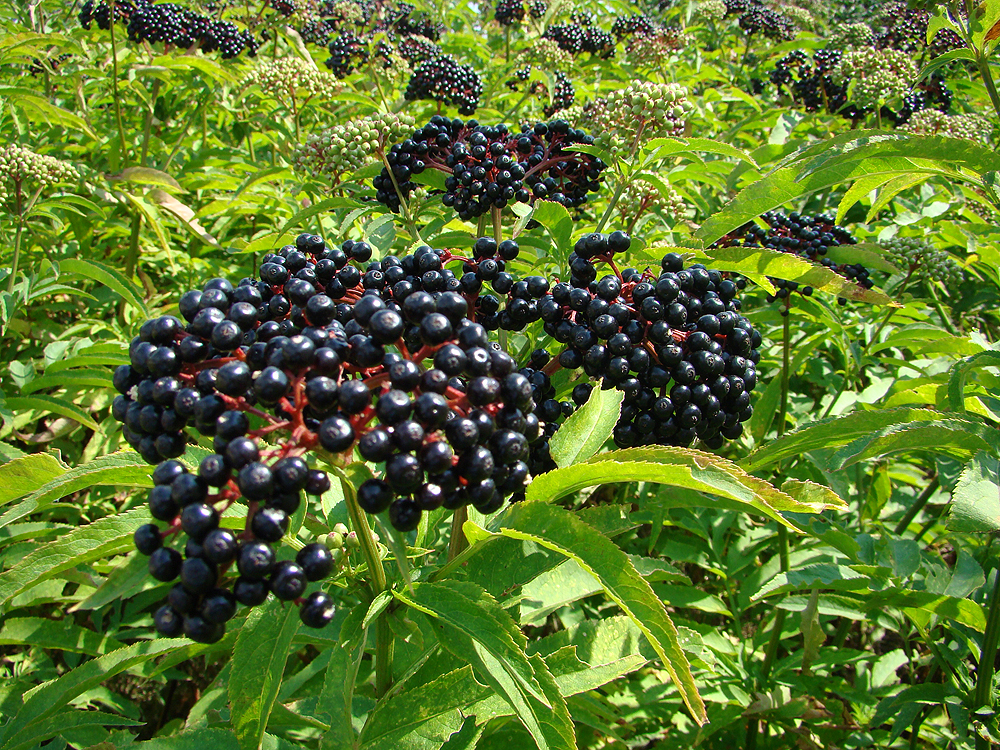
Owoce hebdu

Bez, dziki bez, bzowina (Sambucus L.) – rodzaj roślin należący do rodziny piżmaczkowatych. Dawniej włączany był do przewiertniowatych (Caprifoliaceae) lub bzowatych. Obejmuje ponad 20 gatunków, występujących głównie na półkuli północnej w klimacie od umiarkowanego do podzwrotnikowego, w strefie równikowej rośliny te rosną w górach, na półkuli południowej w Ameryce Południowej oraz wschodniej Australii. W Polsce rosną dziko trzy gatunki: bez czarny (S. nigra), bez hebd (S. ebulus) i bez koralowy (S. racemosa). 
Niektóre gatunki uprawiane są jako ozdobne, bez czarny jest także rośliną jadalną i wykorzystywaną do aromatyzowania napojów. Niektóre gatunki są trujące. Liczne gatunki (S. nigra, S. canadensis, S. caerulea, S. ebulus) wykorzystywane są jako lecznicze.

## Morfologia
PokrójKrzewy, małe drzewa i rośliny zielne. Pędy gładkie, kreskowane lub brodawkowate (pokryte przetchlinkami), wyróżniają się szerokim, gąbczastym rdzeniem. Na roślinach obecne są pozakwiatowe miodniki.
LiścieSezonowe, nakrzyżległe, nieparzystopierzastozłożone, wsparte przylistkami lub pozbawione przylistków. Listki, których zazwyczaj jest 5–7, ułożone są na osi liścia naprzeciwlegle lub skrętolegle, są piłkowane lub wcinane.
KwiatyNiewielkie, zebrane w podbaldachy i wiechy. Kwiaty są siedzące lub szypułkowe, zwykle bez podsadek i przysadek, czasem z pojedynczymi. Kwiaty są promieniste, rzadziej grzbieciste. Kielich zrosłodziałkowy, z 3 lub 5 łatkami na szczycie. Korona także zrosłopłatkowa, z 3–5 rozpostartymi łatkami, zwykle biała, czasem kremowa. Kwiaty są obupłciowe. Pręcików jest pięć, ich nitki są cienkie i osadzone u nasady płatków. Zalążnia powstaje z 3–5 owocolistków, każdy z pojedynczym zalążkiem. Znamion jest 3–5.
OwoceNiewielkie pestkowce, podobne do jagód, koloru czerwonego do czarnego, zawierające od trzech do pięciu nasion. Nasiona są trójkanciaste lub elipsoidalne. Zarodek rozciąga się na całej długości nasiona.

## Systematyka
Pozycja systematyczna
Jeden z pięciu rodzajów w rodzinie piżmaczkowatych (Adoxaceae), stanowiącej klad bazalny w obrębie rzędu szczeciowców (Dipsacales). Tak klasyfikowany jest we współczesnych systemach APG. W dawniejszych ujęciach systematycznych rodzaj zaliczany był do przewiertniowatych (Caprifoliaceae) (np. w systemie Cronquista z 1981 r.) lub do monotypowej rodziny bzowatych (w systemie Reveala z lat 1993–1999). 
Wykaz gatunków
- Sambucus adnata Wall. ex DC.
- Sambucus africana Standl.
- Sambucus australasica (Lindl.) Fritsch
- Sambucus australis Cham. & Schltdl.
- Sambucus canadensis L. – bez kanadyjski
- Sambucus cerulea Raf.
- Sambucus ebulus L. – bez hebd
- Sambucus gaudichaudiana DC.
- Sambucus javanica Reinw. ex Blume
- Sambucus kamtschatica E.L.Wolf
- Sambucus lanceolata R.Br.
- Sambucus mexicana C.Presl ex DC.
- Sambucus nigra L. – bez czarny
- Sambucus palmensis Link
- Sambucus pendula Nakai
- Sambucus peruviana Kunth
- Sambucus racemosa L. – bez koralowy
- Sambucus sibirica Nakai
- Sambucus sieboldiana (Miq.) Graebn.
- Sambucus × strumpfii Gutte
- Sambucus tigranii Troitsky
- Sambucus wightiana Wall. ex Wight & Arn.
- Sambucus williamsii Hance

## Nazewnictwo
Łacińska nazwa sambucus znana jest od starożytności. Istnieją przypuszczenia, że ma związek z greckim słowem σαμβύκη oznaczającym sambukę, instrument muzyczny podobny do harfy, który mógł być wytwarzany z bzowego drewna. W potocznym języku polskim nazwa bez stosowana jest również na oznaczenie lilaka.